# Pselaphodes hainanensis
Pselaphodes hainanensis – gatunek chrząszcza z rodziny kusakowatych i podrodziny marników. Występuje endemicznie w Chinach.

## Taksonomia
Gatunek ten opisali po raz pierwszy w 2013 roku Yin Ziwei i Li Lizhen na łamach ZooKeys. Jako miejsce typowe wskazano okolice stacji Yinggezui w Yuanmeng w chińskiej prowincji Haijan, od której to nazwy wywodzi się nadany epitet gatunkowy. Holotyp zdeponowano w Zbiorze Owadów Shanghai Shifan Daxue.
Gatunek zalicza się w obrębie rodzaju do grupy gatunków Pselaphodes tianmuensis, obejmującej również Pselaphodes anhuianus, Pselaphodes daii, Pselaphodes kuankuoshuiensis, Pselaphodes longilobus, Pselaphodes tianmuensis, Pselaphodes tiantongensis, Pselaphodes wrasei i Pselaphodes yunnanicus.

## Morfologia
Chrząszcz ten osiąga od 3,14 do 3,26 mm długości i od 1,28 do 1,35 mm szerokości ciała. Ubarwienie ma rudobrązowe. Głowa jest dłuższa niż szeroka, o bocznie zaokrąglonych zapoliczkach. Oczy złożone buduje u samca około 40, a u samicy około 30 omatidiów. Czułki buduje jedenaście członów, z których trzy ostatnie są powiększone, a u samca dziewiąty jest ponadto zmodyfikowany. Przedplecze jest nieco dłuższe niż szerokie, o okrągławo rozszerzonych krawędziach przednio-bocznych. Pokrywy są szersze niż dłuższe. Zapiersie u samców (metawentryt) ma krótkie, grube, u wierzchołka zwężone wyrostki. Odnóża przedniej pary mają uzbrojone kolcami brzuszne strony krętarzy i ud oraz drobną ostrogę na szczycie goleni. Odnóża środkowej pary mają po dwa kolce na spodach krętarzy oraz niezmodyfikowane uda. Krętarze i uda tylnej pary odnóży również pozbawione są modyfikacji. Odwłok jest szeroki na przedzie i zwęża się ku tyłowi. Genitalia samca mają środkowy płat edeagusa asymetryczny, wydłużony i ścięty na szczycie.

## Ekologia i występowanie
Owad ten jest endemitem południowej części Chin, znanym tylko z kilku powiatów w prowincji Hajnan. Spotykany był na rzędnych od 500 do 1000 m n.p.m. Zasiedla ściółkę w lasach mieszanych.